# Studena (okręg Caraș-Severin)
Studena – wieś w Rumunii, w okręgu Caraș-Severin, w gminie Cornereva. W 2011 roku liczyła 56 mieszkańców. 